# RS-155
La RS-155 est une route locale du Nord-Ouest de l'État Rio Grande do Sul, au Brésil. Elle commence à l'embranchement avec la BR-285, à Ijuí, et s'achève à la jonction avec la BR-468, à Campo Novo. Elle dessert les municipalités d'Ijuí, de Chiapetta, de Santo Augusto, São Martinho et Campo Novo. Elle est longue de 80,880 km. 